# Cantonul Sainte-Marie-2
Cantonul Sainte-Marie-2 este un canton din arondismentul La Trinité, Martinica, Franța.

## Comune
| Comune       | Populație (1999) | Cod poștal | Cod INSEE |
| ------------ | ---------------- | ---------- | --------- |
| Sainte-Marie | 11.376 (*)       | 97230      | 97228     |